# Коксес
Коксес — река в России, протекает по территории Туруханского района Красноярского края. Начинается в озере Сохатиное на высоте 101 метр над уровнем моря. Устье реки находится в 25 км по правому берегу реки Дындовский Таз на высоте 74 метра. Длина реки составляет 60 км.

## Притоки
В 39 км от устья, по левому берегу реки впадает река Южный Коксес. В 17 км от устья, по левому берегу реки впадает река Тункалькикэ.

## Данные водного реестра
По данным государственного водного реестра России относится к Нижнеобскому бассейновому округу, водохозяйственный участок реки — Таз, речной подбассейн реки — Подбассейн отсутствует. Речной бассейн реки — Таз.
По данным геоинформационной системы водохозяйственного районирования территории РФ, подготовленной Федеральным агентством водных ресурсов:
- Код водного объекта в государственном водном реестре — 15050000112115300063594
- Код по гидрологической изученности (ГИ) — 115306359
- Код бассейна — 15.05.00.001
- Номер тома по ГИ — 15
- Выпуск по ГИ — 3